# Pasites
Pasites is een geslacht van vliesvleugelige insecten uit de familie bijen en hommels (Apidae)

## Soorten
- P. appletoni (Cockerell, 1910)
- P. atratulus Friese, 1922
- P. barkeri (Cockerell, 1919)
- P. bicolor Friese, 1900
- P. braunsi (Bischoff, 1923)
- P. carnifex (Gerstäcker, 1869)
- P. curiosus Warncke, 1985
- P. dichrous Smith, 1854
- P. dimidiata (Benoist, 1950)
- P. esakii Popov & Yasumatsu, 1935
- P. friesei Cockerell, 1910
- P. gabonensis (Vachal, 1903)
- P. gnomus Eardley, 1997
- P. histrio (Gerstäcker, 1869)
- P. humectus Eardley, 1997
- P. jenseni (Friese, 1915)
- P. jonesi (Cockerell, 1921)
- P. maculatus Jurine, 1807
- P. namibiensis Eardley, 1997

- P. nilssoni Eardley, 1997
- P. paulyi Eardley, 1997
- P. rotundiceps (Bischoff, 1923)
- P. rufipes (Friese, 1915)
- P. somalicus Eardley, 1997
- P. tegularis Friese, 1922
- P. tropica (Cockerell, 1933)